# بويزون

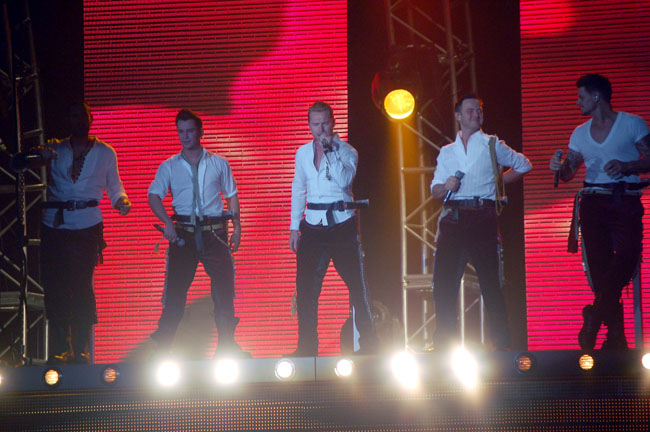
فرقة بويزون

بويزون (بالإنجليزية: Boyzone)‏ هي فرقة شباب موسيقية آيرلندية مكونة من خمسة أفراد كان لها نجاح كبير خلال التسعينيات. حيث حققت الفرقة أكبر نجاح لها في آيرلندا، المملكة المتحدة، أستراليا ونيوزلندا كما حققت مستويات مختلفة من الشعبية حول العالم.
من بين ماحققته الفرقة اصدارها لست أغان منفردة حققت المركز الأول في بريطانيا وأربع ألبومات حققت المركز الأول بمبيعات وصلت إلى 20 مليون اسطوانة في 2008.
قامت الفرقة بعودة جديدة في 2007 وذلك بنية القيام بجولة غنائية فحسب، لكن رونان كيتنغ ذكر في مقابلة تلفزيونية أنهم عائدون بنية الفوز بجائزة تيك ذات "Take That" البريطانية.
بويزون انضموا معا في الفرقة في عام 1993 بواسطة المدير الموسيقي لويس والش الذي اشتهر كذلك بادارته لجوني لوغان وويست لايف.
كان أول ألبوم للفرقة قد صدر بعنوان سيد أند دن "Said and Done" في 21 نوفمبر 1994، تلاه ألبوما إستوديو في عامي 1996 و1998 ومن ثم سبعة ألبومات كان آخرها بي سايدز آند راراتيز "B-Sides & Rarities" في أكتوبر 2008. أعضاء الفرقة هم رونان كيتينغ، ميكي غراهام، كيث دوفي شان لينش وستيفن غتلي الذي فارق الحياة في 10 أكتوبر 2009 عن عمر يناهز 33 عاما.

## ديسكوغرافيا
- 1995: Said and Done
- 1996: A Different Beat
- 1998: Where We Belong
- 1999: By Request
- 2008: Back Again... No Matter What

## وصلات خارجية
- بويزون على موقع IMDb (الإنجليزية)
- بويزون على موقع ميوزك برينز (الإنجليزية)
- بويزون على موقع أول ميوزيك (الإنجليزية)
- بويزون على موقع ديسكوغز (الإنجليزية)

- البوابة الرسمية لبويزون نسخة محفوظة 10 أكتوبر 1999 على موقع واي باك مشين.
- BBC Gallery: Boyzone at Blickling Hall (summer 2008)